# Pip Williams
Pip Williams, född 7 oktober 1947, är en brittisk skivproducent och gitarrist. Han är mest känd för att ha producerat album för Status Quo, men har även producerat album för The Moody Blues och Uriah Heep.